# Władysław Kłosiewicz
Władysław Kłosiewicz (* 7. Dezember 1955 in Warschau) ist ein polnischer Cembalist, Dirigent und Musikpädagoge.

## Leben und Wirken
Kłosiewicz studierte an der Fryderyk-Chopin-Musikakademie (heute Fryderyk-Chopin-Universität für Musik) in Warschau Cembalo bei Julitta Ślendzińska. An der Accademia Musicale Chigiana war er Schüler von Ruggero Gerlin und steht damit in direkter Tradition zu Wanda Landowska. Er arbeitete mit Solisten, Ensembles und Musikwissenschaftlern auf dem Gebiet der mittelalterlichen, Renaissance- und Barockmusik zusammen und gewann als Solist, Continuospieler und Interpret zeitgenössischer Musik Preise bei Cembalofestivals in Paris (1981) und Dijon (1983) und beim ARD-Wettbewerb 1984 in München.
Ab 1978 arbeitete er mit Jerzy Maksymiuks Polnischem Kammerorchester und der Sinfonia Varsovia zusammen. 1984 gehörte er zu den Gründern des Orchesters Concerto Avenna, dessen künstlerischer Leiter er im ersten Jahr war. Von 1993 bis 1996 leitete er die erste polnische Gesamtaufführung des Bühnenwerkes Claudio Monteverdis an der Warschauer Kammeroper, 2000 die Aufführung und Aufnahme von Jacopo Peris Oper Euridice. Er ist künstlerischer Leiter und Manager des Barockorchesters Musicae Antiquae Collegium Varsoviense und des internationalen Ensembles für alte Musik Narol Baroque.
Kłosiewicz spielte mehr als 100 Stunden Cembalomusik beim Rundfunk und Fernsehen ein und nahm u. a. Werke von François Couperin, Johann Sebastian Bach, Jean Philippe Rameau, Johann Jakob Froberger und Domenico Scarlatti auf. Als Professor für Cembalo und Interpretation der Barockmusik unterrichtete er zwischen 1987 und 2004 an der Universität für Musik und darstellende Kunst Graz. Auch lehrte er an der Fryderyk-Chopin-Musikakademie Warschau. Er ist Gründer und Präsident der Stiftung Pro Akademia Narolense.

## Preise und Auszeichnungen
1984 erhielt er beim ARD-Wettbewerb einen ersten Preis. Für seine Einspielung von Bachs Goldberg-Variationen erhielt er 2000 einen Fryderyk. 2001 wurde er mit dem Goldenen Verdienstkreuz der Republik Polen ausgezeichnet. 2007 erhielt er den Preis der POLCUL-Stiftung zur Förderung der polnischen Kultur und 2014 einen weiteren Fryderyk für François Couperin: Pièces de Clavecin als Album des Jahres (klassische und barocke Musik).